# John Dougherty
John Martin Dougherty (ur. 29 kwietnia 1932 w Scranton, Pensylwania, zm. 16 kwietnia 2022 tamże) – amerykański duchowny katolicki, biskup pomocniczy Scranton w latach 1995-2009.

## Życiorys
Święcenia kapłańskie otrzymał w dniu 15 czerwca 1957 z rąk bpa Jerome Hannana. Służył duszpastersko na terenie rodzinnej diecezji.
7 lutego 1995 papież Jan Paweł II mianował go biskupem pomocniczym Scranton ze stolicą tytularną Sufetula. Sakry udzielił mu ówczesny zwierzchnik diecezji bp James Timlin. Na emeryturę przeszedł 31 sierpnia 2009.